# Rolf Dieter Brinkmann
Rolf Dieter Brinkmann (ur. 16 kwietnia 1940 w Vechta, zm. 23 kwietnia 1975 w Londynie) – pisarz niemiecki.
Propagował kulturę amerykańskiego undergroundu. Atakował establishment i środowisko literackie (głównie krytyków).
Zginął w wypadku samochodowym.